# Rift de l'Aigle
Pour les articles homonymes, voir Rift et Aigle.
Le Rift de l'Aigle (aussi connue sous le nom Aquila Rift) est une région du ciel dans les constellations de l'Aigle, du Serpent, et Ophiuchus, composée de nuages interstellaires sombres. La région fait partie du Grand Rift, le nuage sombre de poussière cosmique à proximité qui obscurcit le milieu du plan galactique de la voie lactée, tourné vers l'intérieur et vers ses autres secteurs radiaux. Les nuages qui forment cette structure sont appelés nuages moléculaires, constituant une phase du milieu interstellaire suffisamment froide et dense pour que des molécules se forment, notamment de l'hydrogène moléculaire (H2). Ces nuages sont opaques en raison de la présence de grains de poussière interstellaires mélangés à la composante gazeuse des nuages. Par conséquent, les nuages dans la Rift de l'Aigle bloquent la lumière des étoiles d'arrière-plan dans le disque de la galaxie, formant le Grand Rift, aussi appelé Rift sombre. Le complexe est situé vers le centre de la galaxie, où les nuages moléculaires sont communs, il est donc possible que tous les composants du Rift de l'Aigle ne soient pas à la même distance et physiquement associés les uns aux autres.
Plusieurs régions de formation d'étoiles sont projetées dans la direction du Rift, comme Westerhout 40 (W40),, Serpens-Main, Serpens-South, Serpens NH3,, et MWC297/Sh2-62,.

## Distance
Des mesures par parallaxe ont été utilisées pour déterminer la distance de certains des amas d'étoiles que l'on pense être liés au Rift de l'Aigle. Les distances entre W40 et Serpens-South ont été mesurées à 436 ± 9 pc (1420 ± 30 années-lumière) en utilisant des mesures astrométriques de plusieurs membres de l'amas observés avec le Very Long Baseline Array (VLBA). Pour les sources radio de l'amas d'étoiles Serpens-Main, les mesures de parallaxe du VLBA donnent une distance de 415 ± 15 pc. La similitude de distance est cohérente avec l'idée que ces régions de formation d'étoiles discrètes font partie du même complexe de formation d'étoiles. Les distances aux nuages moléculaires et aux régions de formation d'étoiles dans la Voie lactée ont, historiquement, été difficiles à évaluer. Ces mesures VLBA entre W40, Serpens-Sud et Serpens-Main figuraient parmi les mesures de distance les plus précises pour les régions de formation d'étoiles massives à l'ère pré-Gaïa.
Une estimation antérieure de la distance jusqu'au nuage a été trouvée en comptant le nombre d'étoiles devant le Rift de l'Aigle, et en utilisant des modèles statistiques de la distribution des étoiles dans la galaxie. Cette méthode suggère que les étoiles commencent à être obscurcies par les nuages à une distance de 225 ± 55 pc,.

## Formation d'étoiles
Au sein du Rift, le plus grand amas de jeunes étoiles se trouve dans la nébuleuse W40, qui contient environ 500 étoiles de la pré-séquence principale, et l'étoile massive de type O IRS 1A Sud. Serpens-Main est un autre jeune amas dans lequel plus de 100 jeunes étoiles ont été découvertes. Les observations du télescope spatial Spitzer ont révélé la région de formation stellaire de Serpens-South dans un nuage moléculaire dense. Des protoétoiles de classe 0 ont été identifiées par des observations radio millimétriques de Westerhout 40 et Serpens Sud.
Serpens-South est un amas d'étoiles intégré dans un nuage moléculaire dense contenant de nombreuses protoétoiles. En raison du grand nombre de protoétoiles et de noyaux pré-stellaires dans la région, il est probable que Serpens-South ait la plus grande activité de formation d'étoiles dans le Rift. Un champ magnétique à grande échelle a été découvert dans la région qui est perpendiculaire au filament nuageux principal, mais les sous-filaments ont tendance à être parallèles au filament principal. Ce champ magnétique peut être responsable du ralentissement de l'effondrement gravitationnel des amas moléculaires dans le complexe.
L'observatoire spatial Herschel a dressé une carte de cette région du ciel dans des longueurs d'onde infrarouge moyennes et longues. Le nuage moléculaire, à ces longueurs d'onde, est tracé par l'émission de poussière chaude dans les nuages, ce qui permet de sonder la structure des nuages. L'analyse par ondelettes des nuages moléculaires dans le champ de vision Herschel d'environ 11 degrés carrés décompose les nuages en de nombreux filaments, principalement dans et autour de la région de Westerhout 40. Un certain nombre de "noyaux sans étoiles" possibles - des amas de gaz trop denses qui peuvent s'effondrer gravitationnellement pour former de nouvelles étoiles - sont également notés dans cette région, principalement parsemés le long des filaments moléculaires. Les observations millimétriques du télescope de 30 mètres de l'IRAM fournissent une confirmation pour 46 des noyaux sans étoiles et des protoétoiles de classe 0/I dans les régions sud de Westerhout 40 et Serpens.

## Dans la culture
Le Rift de l'Aigle a été présenté dans la nouvelle Beyond the Aquila Rift, d'Alastair Reynolds, sorti en 2005. La nouvelle a été adaptée en court métrage dans le cadre de la compilation Love, Death & Robots de Netflix sortie en 2019.
Dans le jeu de simulation spatiale Elite: Dangerous, les commandants peuvent voyager dans cette région de l'espace.